# Zerstörergeschwader 143
La Zerstörergeschwader 143 (ZG 143) (143e escadron de chasseur lourd) est une unité de chasseur-bombardier de la Luftwaffe pendant la Seconde Guerre mondiale. 

## Opérations
Le ZG 143 n'a été que partiellement constitué, sans Geschwaderstab (état-major d'escadron) avec seulement le premier gruppe.
Le ZG 143 met en œuvre des avions Messerschmitt Bf 109D et des Arado Ar 68E.

## Organisation

### I. Gruppe
Formé le 1er janvier 1939 à Illesheim à partir du I./JG 143 avec :
- Stab I./ZG 143 à partir du Stab I./JG 143
- 1./ZG 143 à partir du 1./JG 143
- 2./ZG 143 à partir du 2./JG 143
- 3./ZG 143 à partir du 3./JG 143

Le 1er mai 1939, il est renommé II./ZG 52 avec :
- Stab I./ZG 143 devient Stab I./ZG 52
- 1./ZG 143 devient 1./ZG 52
- 2./ZG 143 devient 2./ZG 52
- 3./ZG 143 devient 3./ZG 52

Gruppenkommandeure (Commandant de groupe) :
| Début            | Fin          | Grade     | Nom              |
| ---------------- | ------------ | --------- | ---------------- |
| 1er janvier 1939 | 1er mai 1939 | Hauptmann | Wilhelm Lessmann |